# Septifer rudis
Septifer rudis är en musselart. Septifer rudis ingår i släktet Septifer och familjen blåmusslor. Inga underarter finns listade i Catalogue of Life.